# Трусколяси (Сілезьке воєводство)
Трусколяси (пол. Truskolasy) — село в Польщі, у гміні Вренчиця-Велька Клобуцького повіту Сілезького воєводства.
Населення — 2011 осіб (2011).

## Демографія
Демографічна структура станом на 31 березня 2011 року:
|          | Загалом | Допрацездатний вік | Працездатний вік | Постпрацездатний вік |
| -------- | ------- | ------------------ | ---------------- | -------------------- |
| Чоловіки | 1017    | 212                | 701              | 104                  |
| Жінки    | 994     | 177                | 599              | 218                  |
| Разом    | 2011    | 389                | 1300             | 322                  |

## Відомі уродженці
- Єжи Бженчек (1971) — польський футболіст, що грав на позиції півзахисника. По завершенні ігрової кар'єри — тренер.